# Hit the Floor
Hit the Floor je americký televizní seriál stanice VH1, vytvořený Jamesem LaRosou. Seriál sleduje Ashu, dívku, která se připojí k NBA roztleskávačskému týmu losangeleských Ďábelských dívek. Seriál měl premiéru 27. března 2013. Čtvrtá řada byla objednána dne 27. dubna 2017 a vysílala se od 10. července 2018 na stanici BET. Stanice seriál zrušila dne 7. prosince 2018.

## Děj
Seriál sleduje Ashu Hayes (Taylour Paige), talentovanou dceru svobodné matky Sloane Heyes (Kimberly Elise) ,která se připojila k NBA roztleskávačskému týmu Ďábelských dívek. Rychle přichází na to, že jí matka lhala, protože před ní držela tajemství, že ona k týmu kdysi patřila. Asha musí sama přijít na to jak funguje svět profesionální basketballu. Derek Roman (McKinley Freeman) se snaží získat srdce Ashy, která však chodí s Germanem Vegou (Jonathan McDaniel). Pete Devenport (Dean Cain), Ashy otec, ví jak těžký basketbalový život je, protože sám je bývalý hráč losangeleských Ďáblů. Stává se novým trenérem a zjišťuje, že jeho minulost je více komplikovanější, než si sám myslel. Hráčům a roztleskávačkám je zakázán milostný vztah, ale porušení pravidel to dělá více lákavější. Kapitánka roztleskávaček Jelena Howard (Logan Browning) chodí s hráčem Terrencem Wallem (Robert Christopher Riley) a snaží Ashu rozházet, když vidí jakou hrozbou pro ni může být. Olivia Vincent (Charlotte Ross), bývalá Ďábelka, manželka bývalé basketballové hvězdy, je nyní trenérka roztleskávačského týmu.

## Obsazení
- Taylor Paige jako Asha Heyes
- Logan Browning jako Jelena Howard
- Kimberly Elise jako Sloane Hayes
- Dean Cain jako Trenér Pete Devenport
- Katherine Bailess jako Kyle Hart
- Valery Ortiz jako Raquel Saldana
- Don Stark jako Oscar Kincade
- Charlotte Ross jako Olivia Vincent
- Rick Fox jako Chase Vincent
- Jonathan McDaniel jako German Vega
- Jodi Lyn O'Keefe jako Lionel Davenport
- McKinley Freeman jako Derek Roman
- Adam Senn jako Gideo/Zero
- Robert Christopher Riley jako Terrence Wall
- Brent Antonello jako Jude Kincade

## Produkce
Hit the Floor oznámila stanice VH1 v dubnu roku 2012. Seriál byl vytvářený a exkluzivně produkovaný Bryanem Johnsonem a Maggie Malinou. Scénář k pilotnímu dílu napsal James LaRose a režírovaný Sannou Hamri. Seriál byl oficiálně vybrán v červenci 2012.
Seriál získal druhou řadu 15. července 2013, která měla premiéru 26. května 2014. 29. července 2014 byla objednána třetí řada. 
Čtvrtá řada byla objednána dne 27. dubna 2017 a byla vysílána v roce 2018 na stanici BET. 